# Апте, Хари Нараян
Хари Нараян Апте (маратхи हरी नारायण आपटे; 8 марта 1864 — 3 марта 1919) — индийский писатель

, писавший на языке маратхи.
Родился в небольшом городке на территории современной Махараштры, но вскоре его семья переехала в Бомбей, а в 1878 году — в Пуну, где он прожил до конца жизни. По воле родителей женился уже в 15 лет. В 1883 году поступил в колледж Деккана, в 1885 перешёл в созданный колледж Фергюссона. С детства увлекался чтением английской литературы. В 1890 году основал собственную газету Karamanuk (рус. Развлечение). В 1897—1907 годах активно участвовал в борьбе с эпидемиями чумы в Индии, за что получил правительственную награду.
Свой первый роман написал в 1885 году, будучи студентом колледжа. Всего на его счету 21 произведение, 11 из которых — на темы национальной истории. Считается первым романистом на маратхи, отражавшим в своих произведениях проблемы современного ему общества.